# Pierre Mony
Pierre Mony (* 23. März 1896 in Paris; † 1. Januar 1980 in Boulogne-Billancourt) war ein französischer Fußballspieler, der mehrfach in der Nationalelf Frankreichs zum Einsatz gekommen war. Ende der 1920er Jahre, nach seiner Spielerzeit, wurde er, obwohl geständig, von einer Mordanklage freigesprochen.

## Vereinskarriere
Pierre Mony kam während des Ersten Weltkriegs in das nordfranzösische Boulogne-sur-Mer, wo er als Pilot in der Aéronautique Militaire diente und mit der Tapferkeitsmedaille wie dem Croix de guerre ausgezeichnet wurde. Nach Kriegsende nahm er ein Jurastudium auf und spielte – ab wann genau, ist der verwendeten Literatur nicht zu entnehmen – Fußball bei der US Boulogne. In der damals üblichen 2-3-5-Aufstellung war er einer der beiden Abwehrspieler (Full Backs). In den 1920er Jahren waren die Spieler in Frankreich offiziell reine Amateure, und bis 1932 gab es auch keinen landesweiten Spielbetrieb um die Meisterschaft. Die USB trat in der höchsten Liga des Landesnordens an und belegte in der Saison 1919/20 Rang sechs unter neun teilnehmenden Teams. Pierre Mony stand aber Anfang 1920 in der Regionalauswahl, die gegen die Elf der Pariser Liga mit 3:5 unterlag, und er erhielt auch eine erste Berufung in die Nationalmannschaft (siehe Abschnitt weiter unten). Die folgende Spielzeit schloss Boulogne als Vierter ab, und anschließend zog Mony in seine Geburtsstadt zurück, wo er für CASG Paris antrat. Mit den Banquiers erreichte er im damals als eigentliche Meisterschaft geltenden Pokalwettbewerb um die Coupe de France 1922 das Viertel- sowie 1923 das Achtelfinale.
Nach zwei Jahren kehrte er nach Boulogne zurück, spielte dort für den kleineren örtlichen Klub OSC und wurde weder 1924 noch 1925 in den Prestigeduellen zwischen Nord- und Paris-Auswahl berücksichtigt. 1926 schloss sich der inzwischen 30-jährige Mony, der in diesem Jahr auch ein Bar-Restaurant namens Phénix übernommen hatte, wieder der US Boulogne an, mit der er die regionale Meisterschaftsrunde als Tabellenzweiter hinter dem AC Amiens beendete. Ob er in der Saison 1927/28 noch zur ersten Mannschaft der USB gehörte, die im Landespokalwettbewerb überraschenderweise das Achtelfinale erreichte, lässt sich aus der verwendeten Literatur ebenso wenig ermitteln wie der Zeitpunkt des endgültigen Endes seiner Spielerkarriere. Auch der Verein selbst erwähnt Pierre Mony, immerhin einer seiner erfolgreichsten Spieler, lediglich in einer Aufzählung seiner ehemaligen Nationalspieler, bietet aber keinerlei persönliche oder Karrieredaten.

### Stationen
- US Boulogne (bis 1921)
- CASG Paris (1921–1923)
- OSC Boulogne (1923–1926)
- US Boulogne (1926 bis vermutlich 1928)

## In der Nationalelf
Im Januar 1920 wurde Pierre Mony gemeinsam mit seinem jüngeren Bruder Alexis zum ersten Mal in der Nationalmannschaft eingesetzt. Damals berief ein Auswahlkomitee des Fußballverbandes FFFA zu jedem Spiel einen Kreis von Spielern, der häufig nach einem regionalen Proporz zusammengestellt wurde. Zu dem Freundschaftsspiel gegen Italien reiste diese Gruppe, der sich auch Vater Mony angeschlossen hatte, mit der Eisenbahn nach Mailand, wo sie nach 40-stündiger Fahrt erst anderthalb Stunden vor dem Anpfiff eintraf. Der Gast unterlag mit 4:9, und obwohl die heimischen Medien anschließend speziell das die Verteidigung bildende Brüderpaar und Torhüter Maurice Cottenet für diese „armselige Vorstellung“ verantwortlich machten, berief der nur für dieses Turnier als Trainer verpflichtete Fred Pentland Pierre Mony in das französische Olympiaaufgebot, setzte ihn in den beiden Partien in Antwerpen allerdings nicht ein, sondern gab dem Abwehr-Duo Huot/Baumann den Vorzug.
Pierre Mony kehrte erst drei Jahre später in die Nationalelf zurück, nachdem er bei CASG Paris häufiger im Blickfeld der Verbandsoberen stand. Von Januar bis Mai 1923 spielte er vier weitere Begegnungen im blauen Dress, zweimal davon an der Seite des routinierten Lucien Gamblin. Auch diese Begegnungen verloren die Franzosen sämtlich, darunter mit 1:8 gegen die Niederlande besonders drastisch. Beim 1:4 gegen England vor 30.000 Besuchern im Pariser Stade Pershing unterlief Mony nach knapp zehn Minuten ein Eigentor. Mit dieser Begegnung endeten seine internationalen Auftritte.

## Mord und Prozess
In der Nacht vom 15. auf den 16. Mai 1928 schloss Mony sein Lokal Phénix, steckte seine geladene Pistole ein und ging anschließend in eine nahegelegene Bar, wo er auf seinen zehn Jahre älteren Freund Jean Delpierre, einen vormals regional erfolgreichen Rad- und Motorradrennfahrer, traf. Die beiden „tranken, lachten und sangen zusammen“, ehe sie gegen ein Uhr zusammen mit zwei weiteren Männern nach einer noch geöffneten Gaststätte suchten. Vor einem Hotel zog Mony dann plötzlich seine Waffe und schoss viermal auf Delpierre. Während die beiden Begleiter das stark blutende Opfer in ein Krankenhaus brachten, wo Delpierre gut 24 Stunden später starb, warf der Schütze die Tatwaffe in ein Hafenbecken und fuhr zu seiner von ihm seit kurzem getrennt lebenden Frau, die sich von ihm scheiden lassen wollte, und der gemeinsamen kleinen Tochter nach dem 35 Kilometer entfernten Calais. In den frühen Morgenstunden kehrte er nach Boulogne zurück und stellte sich der Polizei. Er gab die Schüsse zu, die er damit begründete, sein Freund habe ein Verhältnis mit seiner Frau Paule gehabt, wofür er sich habe rächen wollen. Anschließend wurde er unter dem Vorwurf des Mordes mit Vorsatz verhaftet.
Der Prozess fand am 2. Oktober 1928 vor einem Geschworenengericht in Arras statt und traf auf großen Publikumszuspruch; Journalisten aus der Hauptstadt sollen sich mit ihren regionalen Kollegen um die acht Presseplätze gestritten haben. Die Verteidigungslinie der drei Anwälte bestand wesentlich darin, durch neun von ihnen benannte Zeugen – unter ihnen war Monys Geschwaderkommandant im Krieg, mittlerweile als Anwalt am Pariser Cour d’appel zugelassen – den untadeligen, vorbildlichen Lebenswandel des Angeklagten gegenüber dem „frivolen Habitus“ seiner Frau herauszustellen. Pierre Mony, der seine Weltkriegsauszeichnungen am Revers trug, wiederholte sein Geständnis und bedauerte seine „von Eifersucht beförderte Wahnsinnstat“. Auf die Frage des Richters, wie es dazu kommen konnte, wo die Freunde doch an jenem Abend so innig zusammen gelacht und gesungen hätten, antwortete er, Delpierre habe plötzlich ein Lied über eine untreue Frau und ihren betrogenen Gatten angestimmt, womit er sich über ihn mokieren wollte. Als Delpierre damit auf der Straße erneut anfing, habe er rot gesehen. Monys Frau bestritt im Zeugenstand, eine Affäre mit Delpierre gehabt zu haben, und bezeichnete ihren Mann als „unmoralisch, faul und brutal“. Aber obwohl mehrere Zeugen bestätigten, dass Pierre Mony selbst nicht nur einmal fremdgegangen war, blieben die öffentliche wie die veröffentlichte Meinung auf seiner Seite; eine Tageszeitung nannte Paule Mony „die wahre Schuldige“ und fragte „Wird sie irgendein Zeichen von Mitleid mit dem Mann zeigen, der ihretwegen starb, oder mit dem Mann, der aus Liebe zu ihr tötete?“. Nach einer 14-stündigen Verhandlung und kurzer anschließender Beratung erklärten die Geschworenen um drei Uhr morgens unter beifälligem Gejohle von den immer noch gefüllten Zuschauerrängen, der Angeklagte sei nicht des Mordes schuldig; Pierre Mony verließ den Gerichtssaal als freier Mann.
Ob er tatsächlich aufgrund seiner damaligen „großen lokalen Popularität“ freigesprochen wurde, wie es die Überschrift des Guardian-Artikels nahelegt, kann ohne Einblick in die Prozessakten nicht beantwortet werden. Zumindest in einem neueren Buch über die sogenannten „Unsterblichen“ des nordfranzösischen Fußballs wird sein hoher sportlicher Stellenwert bestritten: Mony findet darin, anders als 182 andere Spieler, keine Berücksichtigung. Er zog später in die Region um Paris zurück, wo er am Neujahrstag 1980 verstarb.